# Tim Paterson
Pour les articles homonymes, voir Paterson.
Tim Paterson est un développeur américain, né en 1956, et principalement connu pour être à l'origine du populaire système d'exploitation QDOS (Quick and Dirty OS, c'est-à-dire "Système d'Exploitation vite fait mal fait"), aussi appelé 86-DOS, rebaptisé ensuite MS-DOS (abréviation de Microsoft Disk Operating System) lors de son rachat par Microsoft.
Tout en effectuant ses études à l'Université de Washington, Paterson travailla en tant que technicien pour un magasin d'informatique de la ville de Seattle. Après avoir obtenu son diplôme avec les félicitations du jury en juin 1978, il fut embauché en tant qu'ingénieur de conception pour Seattle Computer Products.
Un mois plus tard, Intel sortit son processeur 8086 et Paterson travailla à la conception d'une carte S-100 8086, commercialisée en novembre 1979. Cette carte étant dépourvue de tout système d'exploitation, le seul logiciel disponible pour cette dernière étant une version autonome du BASIC de Microsoft, les ventes furent plutôt faibles. Pour combler ce manque, Paterson commença à travailler sur QDOS (pour « Quick and Dirty Operating System ») en avril 1980. Il contenait approximativement 4000 lignes de code en assembleur 8086 et était totalement compatible avec les APIs du populaire système d'exploitation concurrent CP/M. La première version 0.10 sortit en juillet 1980.
En décembre de la même année, Microsoft acheta une licence de QDOS. Paterson quitta SCP en avril 1981 et partit travailler pour Microsoft de mai 1981 à avril 1982. Après un bref retour à SCP, Paterson fonda sa propre société, Falcon Technology, qui fut rachetée par Microsoft en 1986. Paterson retravailla pour Microsoft de 1986 à 1988, puis de 1990 à 1998. Durant cette troisième période pour Microsoft, il travailla sur Visual Basic.
Après avoir de nouveau quitté Microsoft, il fonda une nouvelle société spécialisée en développement logiciel, Paterson Technology, et fit quelques apparitions dans l'émission Battlebots de la chaîne de télévision Comedy Central, où des robots radioguidés doivent combattre jusqu'à la mort.